# Amata newara
Amata newara là một loài bướm đêm thuộc phân họ Arctiinae, họ Erebidae.